# Jesse James' Women
Pour plus de détails, voir Fiche technique et Distribution.

Jesse James' Women est un western américain réalisé par Donald Barry et sorti en 1954.

## Fiche technique
- Réalisation : Donald Barry
- Scénario : D.D. Beauchamp, Lloyd Royal, Tom Garraway, William R. Cox
- Production :  Panorama
- Lieu de tournage : Silver Creek, Mississippi
- Image: Kenneth Peach
- Musique : Walter Greene
- Montage : Barton Hayes
- Durée : 83 minutes
- Date de sortie :
  - États-Unis : 4 septembre 1954

## Distribution
- Don "Red" Barry : Jesse James
- Peggie Castle : Waco Gans
- Jack Buetel : Frank James
- Lita Baron : Delta
- Joyce Barrett : Caprice Clark
- Betty Brueck : Cattle Kate Kennedy
- Laura Lea : Angel Botts
- Sam Keller : Cole Younger
- T.V. Garraway : Preacher
- Michael Carr : Bob Ford
- Alton Hillman : Champ O'Toole
- Curtis Dossett : Banker Clark
- Jimmie Hammons : Sheriff Clem Botts
- Mac McAllister : Ace
- Frank Cunningham : Pete
- James Clayton : Cameo Kane